# 舌岩白菜
舌岩白菜（学名：Bergenia pacumbis）为虎耳草科岩白菜属下的一个种。

## 扩展阅读
- 維基物種上的相關：舌岩白菜